# Zgórze (gmina Dąbrowice)
Zgórze – wieś w Polsce położona w województwie łódzkim, w powiecie kutnowskim, w gminie Dąbrowice.
W latach 1975–1998 miejscowość należała administracyjnie do województwa płockiego.